# حذف چوگایف
واکنش حذف چوگایف (به انگلیسی: Chugaev elimination) گونه‌ای از واکنش حذفی در شیمی آلی است که طی آن یک مولکول آب از یک الکل جدا شده و یک آلکن ایجاد می‌شود. محصول میانی این فرایند یک زانتات است که با گرفتن حرارت به آلکن تبدیل می‌شود. این نام واکنش به افتخار کاشف روسی آن لو الکساندروویچ چوگایف نام‌گذاری شده است.